# Mr. Porter
Денон Портер (англ. Denaun Porter; 7 декабря 1978, Детройт, Мичиган, США), более известный под псевдонимами Mr. Porter и Kon Artis — американский рэпер и продюсер, в прошлом участник группы D12. Совместно с Kuniva является владельцем и основателем лейбла Runyon Ave. Records.

## Биография
В раннем возрасте Денон мечтал стать баскетболистом, но на одной из потасовок его ранили в ногу, после чего о баскетболе пришлось забыть и он решил заняться рэпом. Вместе со своим другом Kuniva, он создаёт группу Da Brigade, но тут появляется предложение от ещё одного друга — Proof о создании D12, и группа Da Brigade прекращает своё существование, не успев достигнуть никакой известности.
Mr. Porter известен не только как рэпер, но и как успешный продюсер, работающий со многими известными исполнителями: 50 Cent, Snoop Dogg, The Game, Eminem, Dr. Dre, Busta Rhymes и многими другими. Также продюсировал многие успешные синглы и альбомы, вот некоторые из них — «P.I.M.P», «Stunt 101», «Around The World», «Look At Me Now», «They’re Out To Get Me» и ещё много других.
В 2011 году Eminem и Mr. Porter стали исполнительными продюсерами дебютного мини-альбома группы Bad Meets Evil — Hell: The Sequel. Mr. Porter спродюсировал для него пять песен.
15 марта 2012 года Mr. Porter объявил что работает над своим дебютным студийным альбомом The Memo и планирует его выпустить в 2013 году. Через неделю Mr. Porter в своем Twitter заявил что покидает группу D12. Причиной стало желание заниматься сольной карьерой и продюсированием, также он пояснил, что не имеет разногласий с другими участниками группы.

## Дискография

### Студийные альбомы
- The Memo (2013)

### Микстейпы
- Po Folk Mixtape (2003)

### Альбомы в составеD12
- The Underground EP (1996)
- Devil’s Night (2001)
- D12 World (2004)

### Микстейпы в составеD12
- D12 - Limited Edition Mixtape (2002)
- Return of the Dozen Vol. 1 (2008)
- Return of the Dozen Vol. 2 (2011)

## Фильмография
| Год  |   | Русское название | Оригинальное название | Роль                             |
| ---- | - | ---------------- | --------------------- | -------------------------------- |
| 2004 | ф | Beef II          | Beef II               | Себя                             |
| 2005 | ф | Всё или ничего   | The Longest Yard      | Осуждённый, играющий в баскетбол |